# Aksioma

## Aksioma
Zavod za sodobne umetnosti Aksioma je neprofitna kulturna ustanova iz Ljubljane, aktivna tako v slovenskem kot v mednarodnem prostoru, ki se zanima predvsem za projekte, ki uporabljajo nove tehnologije za raziskovanje in obravnavanje struktur sodobne družbe. Osredotoča se na umetniško produkcijo, ki raziskuje družbena, politična, estetska in etična vprašanja.

## Zavod
Od leta 2002 je Aksioma producirala, koproducirala, promovirala in distribuirala številna umetniška dela s področij intermedijske, uprizoritvene, likovne in glasbene umetnosti. Dejavnosti v tem času so vključujevale skupinske in samostojne razstave, performanse, instalacije in dogodke tako v galerijskem kot v javnem prostoru, projekte spletne umetnosti, videe, predavanja, predstavitve projektov, okrogle mize ter izdajo knjig, CD in DVD plošč ter katalogov.

## Galerija - projektni prostor
Od leta 2011 Zavod Aksioma upravlja Projektni prostor Aksioma. Razstavljeni projekti raziskujejo širša družbena vpašanja povezana z uporabo interneta, računalniške oziroma spletne in druge medijske pokrajine ter z vidiki bio-tehnoloških raziskav. Predstavljeni avtorji in avtorice izhajajo tako iz slovenskega kot mednarodnega prostora.

## Ekipa
Janez Janša (pred preimovanjem l. 2007, Davide Grassi) - Umetniški vodja.
Marcela Okretič - Producentka.
Sonja Grdina - Izvršna producentka.
Hana Ostan Ožbolt - Odnosi z javnostmi.
Valter Udovičić - Tehnični vodja.